# Flugplatz Rieti

i7
i11
i13
Der Flugplatz Rieti (ital. Aeroporto di Rieti, ICAO-Code: LIQN) befindet sich 2,5 km nordwestlich der Stadt Rieti in Latium, Italien. Der Flugplatz ist auch unter dem Namen G. Cieffelli bekannt.
Betrieben wird der Flugplatz von dem staatlichen Unternehmen ENAC Servizi.

## Infrastruktur
Der Flugplatz befindet sich auf einer Höhe von 390 m ü. MSL und hat zwei Start- und Landebahnen:
- 16R/34L: 809 × 50 Meter aus Gras, benutzt von Motorflugzeugen
- 16L/34R: 809 × 40 Meter aus Gras, benutzt von Segelflugzeugen

## Geschichte
Der Flugplatz wurde im März 1938 als Militärflugplatz eröffnet und 1944 von alliierten Bombern zerstört. Von 1952 bis 1996 nutzte ihn wiederum die italienische Luftwaffe, vorwiegend als Logistikstützpunkt. Seit 1997 steht der Flugplatz unter ziviler Verwaltung. Er wird vorwiegend vom örtlichen Luftsportverein genutzt.